# Alonso de Ercilla y Zúñiga

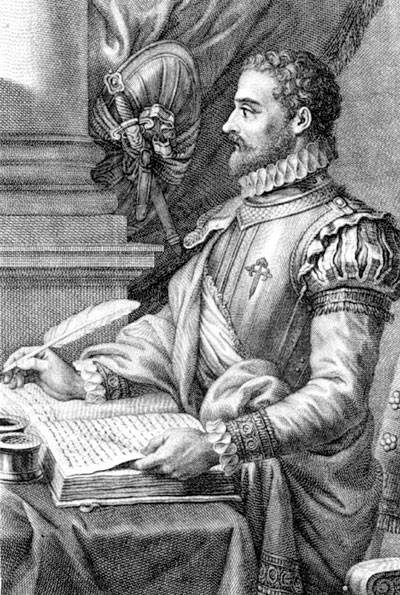
Alonso de Ercilla y Zúñiga (1533–1594)

Alonso de Ercilla y Zúñiga (* 7. August 1533 in Madrid; † 29. November 1594 ebenda) war ein spanischer Edelmann, Soldat und Schriftsteller und gehört zu den herausragenden Vertretern der spanischen Literatur des Siglo de Oro. Als erster europäischer Dichter beschäftigte er sich in seinem Hauptwerk La Araucana mit der Thematik der Kolonialkriege auf dem neu entdeckten amerikanischen Kontinent und mit den dort lebenden indigenen Völkern und gilt daher gleichermaßen als Begründer der hispanoamerikanischen Literatur und „Erfinder“ des Indianerromans.

## Leben

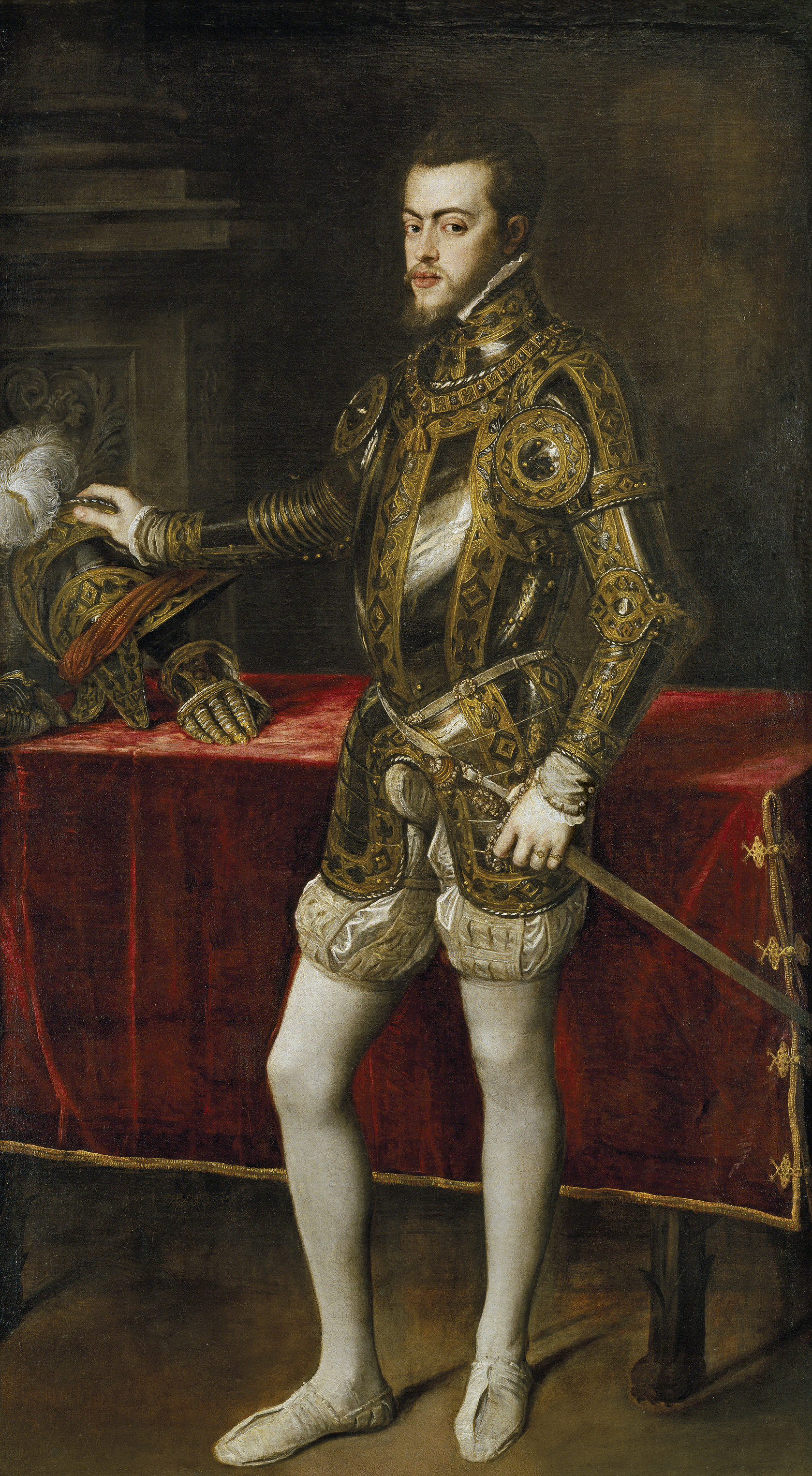
Philipp II. als Kronprinz 1551 (Gemälde von Tizian)

Alonso de Ercilla stammte aus einem in Bermeo ansässigen biskaischen Adelsgeschlecht. Sein Vater Fortún García de Ercilla, der am spanischen Hof als königlicher Ratgeber tätig war, starb ein Jahr nach Alonsos Geburt. Seine Mutter Leonor de Zúñiga erhielt eine Stellung als Hofdame der späteren Kaiserin Maria, der Tochter Karls V. (Karl I. von Spanien), und gab Alonso im Jahre 1548 als Pagen in den Dienst des Prinzen Philipp (des künftigen Königs Philipp II.). Unter der Leitung des Pagenpräfekten, des Latinisten Cristóbal Calvete de la Estrella, erhielt er eine fundierte klassische Ausbildung, die neben der Lektüre der Literatur der Antike, etwa der Werke eines Vergil oder Lucan, sowie der damals hoch geschätzten Renaissance-Dichter wie Dante, Ariost und Boccaccio auch das Studium der Astronomie und der Astrologie einschloss. Hier lernte Alonso auch die Werke des spanischen Soldaten und Dichters Garcilaso de la Vega kennen, die ihn nachhaltig beeinflussten. Ab 1552 begleitete der junge Gentilhombre (Edelmann, „Gentleman“) den Kronprinzen Philipp auf Reisen nach Italien, Flandern, Wien und England, die seinen Bildungshorizont erweiterten. Er war auch bei der Hochzeit des Prinzen mit der englischen Königin Maria I. Tudor im Sommer 1554 in London zugegen. Bald darauf entschloss er sich, nach Amerika zu reisen, und kehrte zu diesem Zweck zunächst nach Spanien zurück, wo er sich 1555 der Expedition des neu ernannten Vizekönigs von Peru, Andrés Hurtado de Mendoza, anschloss, in dessen Begleitung sich neben verschiedenen königlichen Beamten und Würdenträgern auch der Konquistador Jerónimo de Alderete als designierter Gouverneur für Chile befand, der allerdings auf der Reise starb.
Über Panama gelangte Alonso im Laufe des Jahres 1556 mit dem neuen Vizekönig nach Peru und wurde Mitglied der Expedition, die unter dessen Sohn García Hurtado de Mendoza in das damalige Reino de Chile (das spätere Generalkapitanat Chile einschließlich Patagoniens und Feuerlands) entsandt wurde, um die dortigen Verhältnisse militärisch und administrativ unter Kontrolle zu bringen. Am 9. Januar 1557 brach García Hurtado mit einer gut ausgerüsteten Streitmacht von Callao aus auf. Ercilla erhielt den Auftrag, die Taten seines Vorgesetzten zu dokumentieren. In den folgenden beiden Jahren nahm Alonso de Ercilla als Soldat und Chronist an den Operationen der Spanier gegen die Mapuche-Indianer in Südchile teil. Nach eigenem Zeugnis notierte er seine Beobachtungen und Erlebnisse täglich auf Briefrückseiten, Lederresten und Baumrinden, wobei diese kriegstagebuchähnlichen Notizen auch bereits ganze Gedichtstrophen seines späteren Hauptwerkes enthalten haben sollen. Der aus seinen Aufzeichnungen entstandene Roman La Araucana prangert die Gräueltaten der Konquistadoren und ihre Gier nach Gold und Macht an und bemüht sich um eine, wie Ercilla selbst beteuert, wahrheitsgemäße Darstellung.
Zu Beginn der Kampagne errichteten die Spanier zunächst am Fluss Bío Bío ein Fort auf den Ruinen der im Vorjahr von den Indios zerstörten Stadt Concepción (nördlich des modernen Stadtzentrums auf dem Gebiet der heutigen Gemeinde Penco gelegen) und zogen dann unter blutigen Kämpfen nach Süden. Nach mehreren verlustreichen Gefechten gegen die zahlenmäßig weit überlegenen Mapuche unter ihrem Kriegshäuptling Caupolicán geriet der Vormarsch ins Stocken. Zwar konnte der indianische Anführer letztlich gefangen genommen und getötet werden und auch die Stadt Arauco wurde wieder besetzt, doch waren die Spanier nicht in der Lage, die weiter südlich errichteten Forts auf Dauer zu halten. Nach harten Kämpfen traten die Reste der spanischen Verbände den Rückzug nach Norden an.
Zuvor erreichte anscheinend eine Gruppe von Soldaten, die unter Leitung des Gouverneurs García Hurtado eine Expedition zur Magellanstraße unternahm, im Februar 1558 die Insel Chiloé. Im posthum veröffentlichten XXXVI. Gesang der Araucana beschreibt Ercilla, wie er selbst „in einer kleinen, ausrangierten Schaluppe“ mit nur zehn Männern von den übrigen Truppen getrennt als Erster auf dieser Insel ankommt, zu der es, wie er mit gewisser Genugtuung hinzufügt, „andere nicht geschafft haben“. Auf diese Weise versucht sich Ercilla selbst (anstelle García Hurtados) zum Entdecker der Insel zu stilisieren, was vermutlich unhistorisch ist. Den romantisierenden Schilderungen im Spätwerk Ercillas zufolge fanden die Spanier dort eine friedliche Gegenwelt fernab der grausamen Kriegsrealität vor. Allerdings liegen zwischen Chiloé und der Magellanstraße noch mehr als 1000 Kilometer Strecke durch die Fjorde Südchiles, sodass dieser Entdeckungsversuch – wenn er so stattgefunden haben sollte – letztlich ein Fehlschlag war. Die historisch nicht gesicherte Reise könnte von Ercilla aber auch (möglicherweise in Abwandlung der 1557–59 im Auftrag Hurtados tatsächlich realisierten Expedition des Entdeckers Juan Fernández Ladrillero zur Magellanstraße) erdichtet worden sein. Von einer ähnlichen Expedition berichtet auch der Reisebericht des ansonsten unbekannten spanischen Soldaten Gerónimo de Vivar (im CXX. Kapitel seiner 1558 abgefassten, in den 1930er Jahren in Valencia entdeckten und 1966 erstmals publizierten Chronik), der an einer Entdeckungsfahrt unter Francisco de Ulloa um die Jahreswende 1553/1554 teilgenommen hatte. Diese Gruppe war tatsächlich von Nordwesten in die Magellanstraße eingefahren und hatte auf der Fahrt dorthin mehrere Inseln – darunter vermutlich auch Chiloé – entdeckt. Es ist denkbar, dass Ercilla durch seine Informanten über Einzelheiten von dieser in den Wirren nach dem Tod Pedro de Valdivias weitgehend in Vergessenheit geratenen Reise Kenntnis hatte.

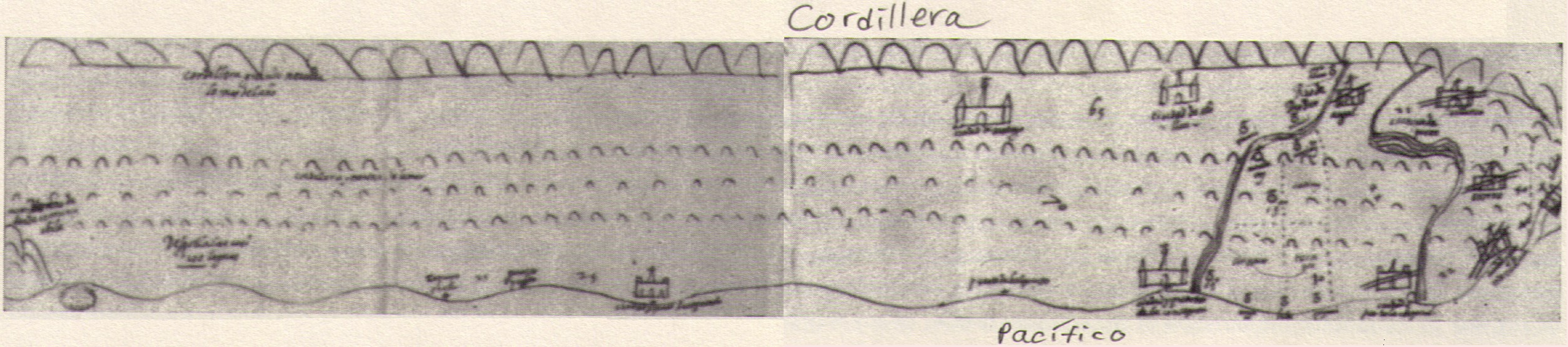
Karte des Kriegsgebietes in Südchile aus dem Jahr 1610 (Archivo General de Indias). Norden ist links; oben ist die Gebirgskette der Anden, unten die Pazifikküste dargestellt. Im Süden (ganz rechts) sind zerstörte Ansiedlungen (durchgestrichene Symbole) zu erkennen. Links unten ist die Insel Mocha eingezeichnet. Der Arauco-Krieg im Süden der Kolonie bestand aus einer kaum unterbrochenen Serie von Aufständen der Indianer, die nach den von Alonso de Ercilla beschriebenen Kriegsereignissen noch viele Jahrzehnte andauerte und erst mit der Anerkennung einer unabhängigen Mapuche-Nation durch die Spanier im Vertrag von Quillín (1641) ein vorläufiges Ende fand.

Nach den Feierlichkeiten zur Gründung der Stadt Osorno kam es im März 1558 zu einem für Alonsos weiteres Geschick bedeutsamen Zwischenfall in La Imperial, als er vor den Augen seines Kommandanten García Hurtado die Fassung verlor und sich ein spontanes Duell mit einem Offizier namens Pineda lieferte, mit dem er persönlich verfeindet war. Ercilla fiel beim Gouverneur in Ungnade und wurde zusammen mit seinem Kontrahenten zum Tode verurteilt, dann begnadigt und nach mehrmonatiger Haft Ende des Jahres 1558 nach Peru verbannt. Die Begnadigung wird der Fürsprache zweier Frauen zugeschrieben, die in der Nacht vor der geplanten Hinrichtung auf Betreiben der besorgten Bürgerschaft in das Haus des Gouverneurs eindrangen und diesen dazu bewegt haben sollen, seinen harten Entschluss rückgängig zu machen. Eine dieser Lebensretterinnen war eine Indianerin, die Hurtado bekanntermaßen gefiel; sie soll der eigentliche Grund dafür sein, dass Alonso de Ercilla als Titelfigur für seinen Roman eine weibliche Gestalt gewählt hat.

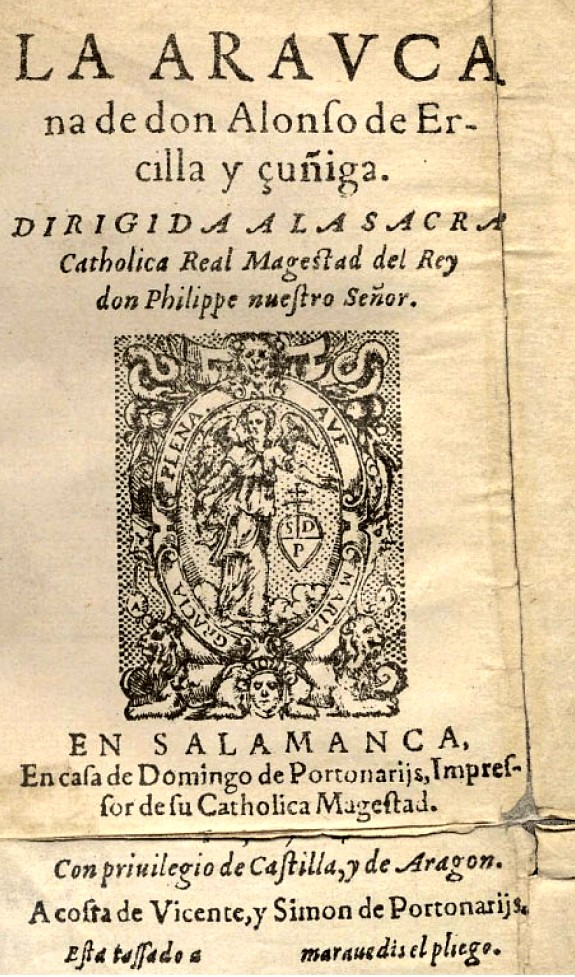
Titelblatt der 1574 in Salamanca erschienenen Ausgabe der Araucana (Teil I, 2. Auflage)

Vor seiner Abreise nach Peru war Ercilla im Dezember 1558 wohl bei der Schlacht von Quiapo zugegen, bei der ein für die Spanier überraschender Angriff der nach dem Tod Caupolicáns geschlagen geglaubten indianischen Streitmacht, die drei raffinierte Befestigungswerke errichtet hatte und das spanische Feldlager bedrohte, mit Mühe abgewehrt werden konnte. Nach dieser Niederlage der Araukaner trat ein zeitweiliger Waffenstillstand in Kraft, in dessen Verlauf García Hurtado als Kommandeur abgelöst wurde.
1562 kehrte Ercilla nach Spanien zurück und verfasste auf der Basis seiner Aufzeichnungen, Gesprächsprotokolle und Erinnerungen den ersten Teil seines epischen Versromans La Araucana („Die Araukanerin“), den er Philipp II. widmete und 1569 auf eigene Kosten veröffentlichte. Die zweite Auflage erschien 1574 in Salamanca.
Alonso de Ercilla unternahm verschiedene Reisen durch Frankreich, Italien, Deutschland, Böhmen und Ungarn und heiratete im Jahre 1570 die aus wohlhabender Familie stammende María de Bazán, deren Reize und Tugenden er an einigen Stellen seines Gedichts rühmt. Mit dieser Verbindung erlangte der Schriftsteller eine gewisse wirtschaftliche Unabhängigkeit. Das Paar ließ sich in Madrid nieder, wo Ercilla an den Fortsetzungen seines von Anfang an sehr erfolgreichen Romans arbeitete. 1578 bzw. 1589 publizierte er den zweiten und dritten Teil des Werkes; 1590 wurde der Roman erstmals als Ganzes in Madrid herausgegeben.
In Anerkennung seines großen Erfolgs wurde Don Alonso 1571 zum Ritter des königlichen Ordens von Santiago erhoben. Als solcher nahm er 1578 im Auftrag des Königs an einer diplomatischen Mission in Saragossa teil. Eine Zeitlang diente er als Kammerherr bei Kaiser Rudolf II., kehrte jedoch spätestens 1580 nach Madrid zurück. Seit 1580 war er als Buchzensor für die Krone von Kastilien tätig und nahm damit eine bedeutende Position im damaligen Literaturbetrieb ein. 1580–82 nahm er ebenso wie der 14 Jahre jüngere Miguel de Cervantes als Soldat an den Kriegszügen Spaniens nach Portugal und auf die Azoren teil, weshalb manche Forscher mutmaßen, dass sich die beiden Schriftsteller persönlich gekannt haben könnten.
Obwohl sich Ercilla zeitlebens über seine ärmlichen Lebensverhältnisse beschwert und mehrmals seiner Enttäuschung darüber Ausdruck verliehen hatte, dass ihm der König keine einträglichere Karriere im Staatsdienst ermöglichte, hinterließ er bei seinem Tod eine ansehnliche Summe Geldes. Er starb 1594 kinderlos im Alter von 71 Jahren in seinem Madrider Domizil.
Vermutlich hatte er noch bis zu seinem Tod an dem (seinen Lesern versprochenen) vierten Teil der Araucana gearbeitet, denn 1597 erschien posthum eine unter Leitung seiner Witwe entstandene Gesamtausgabe aller drei Teile des Werkes, die neben einzelnen Korrekturen und Einschüben in die bereits publizierten 35 Gesänge zwei zusätzliche Gesänge mit einem abweichenden Schluss enthält, was von der Forschung mittlerweile mehrheitlich als Produkt der Arbeit Ercillas in den letzten vier Jahren seines Lebens angesehen wird.
Der Asteroid des inneren Hauptgürtels (3114) Ercilla ist nach ihm benannt. Außerdem ist eine Pflanzengattung Ercilla aus der Familie der Kermesbeerengewächse (Phytolaccaceae) nach ihm benannt.

## „La Araucana“

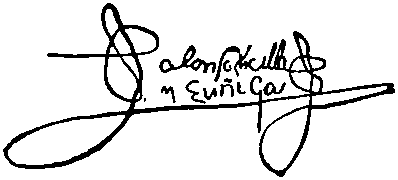
Autograph mit der Unterschrift des Dichters

Unter den „drei besten Versromanen in kastilischer Sprache“, die er als „Glanzstücke der Dichtung Spaniens“ bezeichnet, nennt Cervantes im 1605 erschienenen ersten Teil seines eigenen Hauptwerks Don Quijote den Roman La Araucana an erster Stelle. Die balladenartige Dichtung im Stil der Renaissance ist in der Modegattung der damaligen Zeit abgefasst, dem so genannten „heroischen Epos“ in achtzeiligen Stanzen (octavas reales). Mit der konsequenten Verwendung dieser aus der italienischen Renaissancedichtung übernommenen Versform begründete Ercilla deren bedeutende epische Tradition in Spanien, wo sie sich zur Standardform der Kunstepik des Siglo de Oro entwickelte und in der Zeit von 1585 bis 1625 sehr große Verbreitung in der epischen und dramatischen Dichtung fand.

### Thema der Dichtung
Ercillas Epos soll sich den Ankündigungen des Verfassers im Prolog zufolge mit dem Krieg der spanischen Eroberer in der fernen „Provinz Chile“, dem entferntesten Teil der damals bekannten Welt „nahe der Magellanstraße“ befassen. Die ältere Kritik hat dem Romanerzähler vorgeworfen, in der Behandlung seines Stoffs oft vom Thema abgekommen zu sein und sich nicht an die im Prolog geäußerten Vorsätze gehalten zu haben: Dort begründet er wortreich, nicht über die Liebe, sondern den Krieg schreiben zu wollen, widmet dann aber doch ganze Gesänge den amourösen Verwicklungen einzelner Figuren. Er sagt, er befasse sich mit dem Krieg in Chile, schildert aber auch ganz andere Kriege an verschiedenen Orten der Welt; er verspricht, sich eng an die Wahrheit zu halten, berichtet aber von märchenhaften Begegnungen und übernatürlichen Erlebnissen. Für die angemessene Würdigung der erzählerischen Gesamtkomposition ist die lange Abfassungszeit des Romans zu beachten, dessen 37 Gesänge über einen Zeitraum von mehr als 20 Jahren hinweg entstanden sind und dessen Thema den Verfasser mehr als 30 Jahre lang beschäftigt hat. Seine Herangehensweise an den Stoff und die Geschichtsdeutungen des Autors erfahren in dieser Zeit eine Entwicklung.
Trotz aller vermeintlichen Abschweifungen bleibt der Krieg das alles beherrschende Thema des Romans. Michael Murrin stellt fest, dass die Anteile des Romans La Araucana, die sich nicht unmittelbar mit Kampfhandlungen und Kriegsereignissen befassen, nur etwa ein Sechstel des Werkes (sechseinhalb Gesänge) ausmachen und Ercilla regelrecht mit der Materialfülle kämpft, die ihm sein Stoff für militärische Schilderungen bietet. Das bahnbrechend Neue an Ercillas Kriegslyrik besteht in der lebendigen und realitätsnahen Schilderung eigener Erlebnisse, ohne ausschließlich auf vorgeprägte literarische Muster zurückzugreifen zu müssen, was ihn nach Murrins Urteil zum originellsten epischen Dichter seiner Zeit macht und die Beliebtheit seines Romans und die vielen Nachahmungsversuche erklärt. Grauenhafte Schilderungen der wechselnden kriegerischen Erfolge und Misserfolge und beiderseitigen Exzesse der Kriegsparteien durchziehen das gesamte Werk und stehen neben präzisen geographischen und landeskundlichen Beschreibungen, sagenhaften Darstellungen des Landes und seiner Bewohner und fantastischen Erlebnissen des Erzählers. An vielen Stellen hebt der Dichter den Heldenmut der Araukaner (damalige Bezeichnung für das spätere Volk der Mapuche) hervor und spart nicht an zum Teil ironisch verbrämter Kritik am Verhalten der europäischen Eroberer.

### Figuren

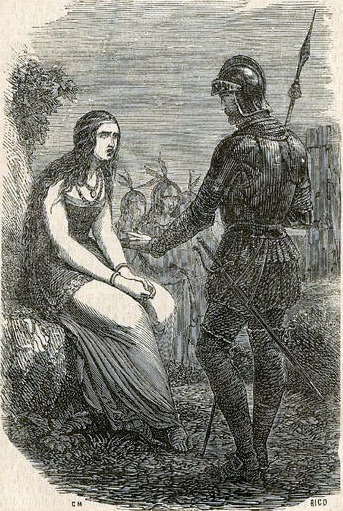
Ercilla spricht mit Tegualda (Illustration aus der 1884 in Madrid erschienenen Edición ilustrada der Araucana). Im XX. und XXI. Gesang berichtet der Dichter von seiner Begegnung mit der Indianerin Tegualda, die nachts auf dem Schlachtfeld verzweifelt die Leiche ihres erst seit Monatsfrist mit ihr vermählten Gatten Crepino sucht. Ercilla lässt sich die Geschichte ihrer Liebe von ihr erzählen, hilft ihr bei der Suche nach dem Toten und lässt sie danach unbehelligt mit dem Leichnam ihres Mannes ziehen. Die Episode ist ein bekanntes Beispiel für die Schilderungen des Leids indianischer Kriegerwitwen in Ercillas Werk.

Als Titelfigur des Werks („Die Araukanerin“) gilt meist Fresia, die Frau des Kriegshäuptlings Caupolicán, der 1558 auf dem Feldzug von den Spaniern gefangen genommen und grausam gepfählt worden war. Vor allem dieser Häuptling, dessen im XXXIV. Gesang zum Martyrium ausgestalteter Tod den Höhepunkt und ursprünglichen Schluss des dritten Romanteils bildet, wird in Ercillas Werk zum Prototyp des „edlen Wilden“ stilisiert, ein Motiv, das in der späteren Literaturgeschichte geradezu klassisch werden sollte und als dessen Schöpfer Ercilla gelten kann.
Auffällig ist aber das Fehlen einer echten Hauptperson, deren Geschichte erzählt wird. Daher sprach die Literaturwissenschaft auch von dem „Rätsel der Araucana“: ein episches Gedicht ohne Protagonisten. Der chilenische Historiker Diego Barros Arana (1830–1907) hielt das Werk Ercillas deswegen eher für eine Chronik als einen Roman und wollte es als historische Quelle ernst nehmen. Dem chilenischen Dichter Fernando Alegría (1918–2005) zufolge lässt sich das „Rätsel“ auflösen, indem man die eigentlichen Protagonisten des Versromans in den beiden Kollektiven erkennt, die sich in erbittertem und tödlichen Kampf gegenüberstehen, den Spaniern und den Araukanern. Als wichtigste indianische Protagonisten des Epos werden für gewöhnlich die araukanischen Kriegsführer Colocolo, Lautaro, Caupolicán und Tucapel bezeichnet. Auf spanischer Seite steht das oft kritisch kommentierte Verhalten der Kommandeure und Soldaten im Mittelpunkt, darunter der sehr negativ gezeichnete Pedro de Valdivia und Ercillas Auftraggeber García Hurtado de Mendoza, dessen aufbrausendes Temperament und leichtfertige Brutalität bisweilen karikaturesk überzeichnet herausgestellt werden, auch wenn Ercilla auf direkte Kritik weitgehend verzichtet und seinen Anführer in der Regel schlicht übergeht und unerwähnt lässt. Dies wurde von der Kritik oft auf ein generell schlechtes Verhältnis zwischen beiden oder Ercillas Ärger über seine Verurteilung und Gefangensetzung zurückgeführt. In der Forschung nicht einheitlich beantwortet ist die Frage, ob Ercilla die spanische Eroberungspolitik als solche kritisieren will oder nur deren Auswüchse und das persönliche Fehlverhalten Einzelner tadelt. Einig sind sich die meisten Interpreten darüber, dass die Indianerfiguren in dem Roman als zentrale Hauptakteure fungieren und literarisch wesentlich künstlicher und sorgfältiger gestaltet und charaktervoller ausgemalt werden als die spanischen Romanfiguren, deren Darstellung eher chronistisch-nüchtern und deutlich realistischer wirkt, sodass das Werk insoweit mit Recht als „Indianerroman“ bezeichnet werden kann. Ercilla selbst erklärt in seinem Prolog:

«Y si alguno le pareciere que me muestro algo inclinado a la parte de los araucanos, tratando sus cosas y valentías más estendidamente de lo que para bárbaros se requiere, si queremos mirar su crianza, costumbres, modos de guerra y ejercicio della, veremos que muchos no les han hecho ventaja, y que son pocos los que con tan gran constancia y firmeza han defendido su tierra contra tan fieros enemigos como son los españoles.»

„Und wenn jemand meint, ich zeigte mich der Araukanerpartei etwas sehr zugetan, indem ich ihre Dinge und Heldentaten ausführlicher behandle, als es für Barbaren nötig ist: Betrachten wir ihre Erziehung, Bräuche, Kriegssitten und deren Übung, werden wir sehen, dass ihnen viele nicht gewachsen waren und wenige ihr Land mit solcher Ausdauer und Festigkeit gegen so schreckliche Feinde verteidigt haben, wie es die Spanier sind.“

Weibliche Figuren stehen in mehreren Episoden im Vordergrund, die nicht den eigentlichen Kampfhandlungen gewidmet sind, aber schlüssig in das narrative Programm eingebunden und stets mit dem Liebesthema in Verbindung gebracht werden, darunter neben Fresia und der Kriegerwitwe Tegualda vor allem Lautaros um dessen Wohl besorgte Geliebte Guacolda (XIII. Gesang), die schöne Kazikentochter Glaura, die vor zwei dunkelhäutigen spanischen Soldaten flüchtet, die sie vergewaltigen wollen, und anschließend vom Ich-Erzähler ihrem Geliebten Coriolano übergeben wird, der ihr zur Hilfe kam (XXVIII. Gesang), und Lauca, die ihrem von spanischen Kanonen getöteten Mann in den Tod folgen will und zum Vorbild ehelicher Treue über den Tod hinaus stilisiert wird, sodass sie Ercilla zu einer langen, exkursartigen Verteidigungsrede für die in Vergils Aeneis der Untreue gegenüber ihrem verstorbenen Ehemann beschuldigte mythische Königin Dido von Karthago inspiriert (XXXII.–XXXIII. Gesang). Mithilfe klassischer pastoraler Motive werden diese zum Teil nach Vorbildern Ariosts gestalteten Frauen der petrarkistischen Liebesauffassung der Renaissancedichtung folgend idealisiert.
Eine weitere Besonderheit des Romans ist das pseudoautobiografische Erzähler-Ich Ercillas, in dem die Rolle des Schriftstellers und die Figur des Erzählers so sehr miteinander verschmelzen, dass der Autor dem Leser nicht nur vorgeblich aus eigener Anschauung zu berichten vermag, sondern den Leser an manchen Stellen sogar am Prozess der Romanentstehung teilhaben lässt (als Beispiele nennt Atero Burgos die Verse XX, 79,5-8 und XII, 57,5-8, wo Ercilla mit seinen Lesern darüber berät, was als Nächstes zu erzählen wäre).

### Inhalt der einzelnen Teile

#### Teil I (1569)

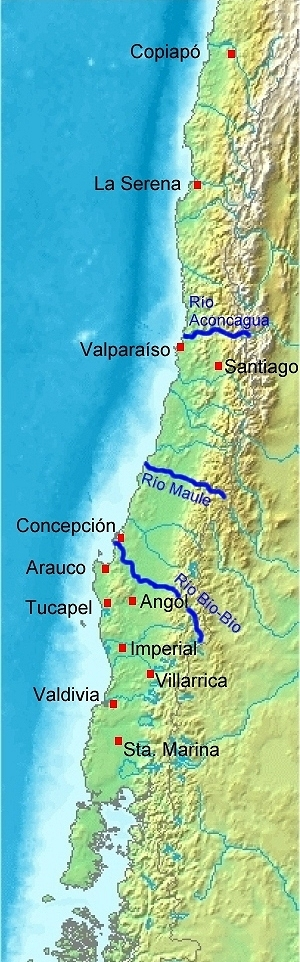
Chile zur Zeit der Romanhandlung

Im Mittelpunkt des aus 15 Gesängen bestehenden ersten Teils der Reimchronik, in dem sich Ercilla im Wesentlichen um eine informative Darstellung bemüht, steht die Geschichte der „Provinz Chile“ und ihrer Bewohner sowie die Schilderung der Kämpfe mit den eindringenden spanischen Eroberern unter Pedro de Valdivia, Francisco de Villagra und Pedro de Villagra bis zum Tod des araukanischen Kriegshäuptlings Lautaro im Frühjahr 1557. Die Beschreibung der Ereignisse beruht nach Angaben des Verfassers auf seinen Aufzeichnungen sowie Gesprächen, die er in Peru mit älteren Kameraden und Veteranen geführt hatte. Zusätzlich hat er wahrscheinlich auch schriftliche Berichte ausgewertet; insbesondere die erst im 20. Jahrhundert wiederentdeckte Chronik des Gerónimo de Vivar weist im Geschehensablauf sehr enge Parallelen mit der Handlung des Romans auf und kann als Prosa-Vorlage der die historischen Abläufe darstellenden Teile des Epos betrachtet werden.
Ercilla berichtet in der Vorgeschichte zunächst von der Ankunft der Spanier in Chile und beschreibt die Sitten, die Kriegskunst und den Charakter der dort ansässigen Ureinwohner, wobei viele fantastische Elemente einfließen. So schildert die Eingangsszene als erstes Handlungselement des Romans im II. Gesang die Wahl Lautaros zum Kriegshäuptling im Rahmen eines archaischen Kräftemessens indianischer Heldenkrieger, das der Autor nach dem Vorbild baskischer Kraftspiele gestaltet, wie sie in seiner eigenen Heimat üblich sind. Anschließend beschreibt er die blutigen Kämpfe des Arauco-Krieges und flicht die Erzählung der Taten und des Schicksals Lautaros und der übrigen Hauptfiguren in die Darstellung ein. Der erste Teil endet mit der Ankunft des Erzählers auf dem Kriegsschauplatz, die effektvoll mit dem ersten Sieg der Spanier gegen die Aufständischen und dem Tod Lautaros durch einen verirrten Pfeil verknüpft wird. Wie ausdrücklich angekündigt nimmt der Icherzähler Ercilla im Verlauf der Romanhandlung ausschließlich an für die Spanier siegreichen Kampfhandlungen teil, während er die Niederlagen in Form von Erzählungen Dritter schildert. Der am Ende des XV. Gesangs einsetzende Sturm ist als Cliffhanger-Szene gestaltet, an die die Handlung im zweiten Teil bruchlos anschließt, da Ercilla die neun Jahre später erschienene Fortsetzung der Geschichte von Anfang an plante.

#### Teil II (1578)
Im zweiten Teil des Romans (XVI.–XXIX. Gesang), mit dem die Behandlung der Ereignisse beginnt, die Alonso de Ercilla als Soldat selbst miterlebt hat, wird die historische Darstellung im Stil eines Augenzeugenberichts wieder aufgenommen, mit romantischen Visionen und anderen dichterischen Handlungselementen angereichert und um Schilderungen diverser anderer zeitgenössischer Ereignisse wie der Schlacht bei Saint-Quentin (1557) und der Seeschlacht von Lepanto (1571) ergänzt. Erzählerisch ermöglicht wird die Gegenüberstellung von alter und neuer Welt durch den Aufstieg des Icherzählers auf einen Andengipfel, der zum Pendant des mythischen Musenbergs Parnass stilisiert wird. Dort begegnet er der römischen Kriegsgöttin Bellona, die ihm in einer Traumvision einen Ausblick nach Europa gewährt, durch den er von den dortigen Geschehnissen erfährt. Einen noch ausgedehnteren magischen Fernblick ermöglicht ihm in einer Kampfpause ein Besuch bei dem indianischen Seher Fitón, der in einem unterirdischen Stollensystem haust und durch dessen Glaskugel der Erzähler eine imaginäre Weltreise im Überflug über alle Kontinente der bekannten Welt antreten kann. Auf dem chilenischen Kriegsschauplatz steht militärisch die Schlacht bei Millarapue (XXV. und XXVI. Gesang) im Mittelpunkt, bei der Caupolicán erstmals als aktiver militärischer Führer in Erscheinung tritt.
Besonders ins Auge fällt der Kontrast zwischen Ercillas glorifizierenden Schilderungen der europäischen Kriegserfolge Spaniens, die dem Leser als ethisch gerechtfertigt und ehrenhaft vor Augen geführt werden, und den jeweils unmittelbar anschließenden Darstellungen unbeschreiblicher Gräuel und Ungerechtigkeiten, die von den Spaniern im grausamen Kampf gegen die (von Ercilla als „Verteidiger ihres Landes“ bezeichneten) Indianer verübt wurden und die der Dichter als „Überschreitung der für Christen zulässigen Grenzen“ tadelt. Damit ruft er das Bild einer im neuen Kontext des Kolonialkrieges an ihren eigenen Idealen scheiternden Großmacht hervor.

#### Teil III (1589)
Im dritten und kürzesten Teil des Epos setzt Ercilla die vergleichende Gegenüberstellung amerikanischer und europäischer Ereignisse fort. Auf dem chilenischen Kriegsschauplatz steht der Kampf um das Fort von Ongolmo bzw. die neu gegründete Stadt Cañete im Brennpunkt (XXX.–XXXIII. Gesang), in dessen Verlauf Caupolicán Opfer eines von Ercilla nach Vorbildern aus der antiken Literatur gezeichneten Verrats aus den eigenen Reihen wird und von den Spaniern gefangen genommen werden kann. Auf dem europäischen Schauplatz befasst sich der Autor unter anderem mit den Ursachen und Folgen der Kriegserklärung Spaniens an Portugal (1580). Dabei fließen völkerrechtliche und rechtsphilosophische Reflexionen ein, in denen er sich mit der Lehre des Francisco Suárez und der Schule von Salamanca über den „gerechten Krieg“ auseinandersetzt. Die nach christlich-abendländischem Rechtsverständnis unverzichtbar notwendige und sorgsam betriebene juristische und ethische Rechtfertigung des spanischen Krieges gegen Portugal wird mit den Verhältnissen in den Kolonien kontrastiert, wo der spanische Eroberungskrieg nach Ansicht der maßgeblichen Akteure offenbar keiner Rechtfertigung bedarf und jeder Rechtsbruch erlaubt scheint. Zunehmend offen verurteilt der Erzähler die Kriegsführung der Spanier, „die in unmenschlicher Weise die Gesetze und Grenzen des Krieges überschritten haben und bei ihren Entdeckungen und Eroberungen enorme und unerhörte Grausamkeiten begingen.“ Wiewohl der Verfasser die grundsätzliche Berechtigung des spanischen Herrschaftsanspruchs über die Indios nicht bestreitet, weist er subtil auf ungeklärte Grundfragen hin und entlarvt das konkrete Verhalten der Kriegführenden in Chile als moralisch nicht zu rechtfertigende Kriegsverbrechen. Letztlich zieht er mit gewissem Sarkasmus das Fazit: 

«Todo le es justo y lícito al que vence.»

„Dem Sieger ist alles erlaubt und gerecht.“

Dies führt Ercilla in seiner Darstellung der „brutalen Exekution“ (cruda ejecución) des araukanischen Romanhelden Caupolicán durch die Siegermacht vor, die der Held unbeeindruckt über sich ergehen lässt. Selbst nach dem Tod „blieb er mit offenen Augen sitzen und wirkte wie lebendig, ohne dass die abscheuliche Hinrichtungsart ihn entstellen konnte.“ Der heroische Mut der Araukaner erweist sich gerade in der Niederlage am eindringlichsten. Dass Caupolicán sich vor der Hinrichtung taufen lässt, macht ihn zur Gegenfigur des Taíno-Häuptlings Hatuey, von dem Bartolomé de Las Casas berichtete, er habe die Taufe abgelehnt, um nicht in denselben Himmel zu kommen wie die Spanier. Caupolicáns Taufe ist bei Ercilla nicht als Unterwerfung interpretierbar, denn er stirbt zwar versöhnt mit Gott aber unversöhnt mit dem Gegner, dem er in seiner letzten Rede vor der Verurteilung noch ankündigt, es werde „bald tausend neue Caupolicáns geben“, die den Kampf fortsetzen und nicht in Gefangenschaft geraten. Vielmehr unterstreicht die Annahme des Christentums in den Augen der Zuschauer und Leser die Gleichrangigkeit des indianischen Kriegsführers mit einem christlichen Kriegshelden. Ercilla macht ihn zum ebenbürtigen Widersacher, der das kriegerische und moralische Ethos der Spanier teilt. Beatriz Pastor zufolge macht die Taufe Caupolicáns Scheitern demjenigen des Pedro de Valdívia vergleichbar, den die Araukaner gefangen und auf ähnlich schändliche Weise getötet hatten. Statt ihn zum „Wilden“ abzuqualifizieren, macht Ercilla seinen Helden einem europäischen Kriegsherrn ähnlich, sodass „Wilde“ und „Zivilisierte“ zumindest in der Kriegslogik nicht zu unterscheiden sind. Er unterstellt ihm sogar die Absicht, schon bald Spanien erobern zu wollen und dort ein ähnliches Kolonialreich aufzurichten, wie es die Spanier in seinem Land versuchen. Alles könnte demnach auch umgekehrt sein, es gibt keine notwendige Unterordnung der Indios unter spanische Herrschaft, an Heldenmut sind sie den Entdeckern sogar überlegen. Pastor erkennt in dieser Darstellungsweise, die die Gleichartigkeit des exotischen Gegenübers betont überzeichnet, eine charakteristische Zwiespältigkeit der Araucana zwischen Idealisierung und Satire, die das Werk zur allegorischen Gegenerzählung der kolonialen Eroberung Amerikas macht. Andere Ausleger, etwa Barbara Held oder Michael Murrin, sehen diese ironische Brechung allerdings nicht und halten Alonso de Ercilla uneingeschränkt für einen Propagandisten des christlich-spanischen Universalismus.

#### Schluss (1597)
In den (posthum hinzugefügten) Schlusskapiteln des Werkes, die den Tod Caupolicáns und damit zugleich die moralische Niederlage der Spanier voraussetzen, versucht der Dichter ein Fazit der kolonialen Expansion Spaniens zu ziehen und thematisiert zum insgesamt dritten Mal in seinem Roman die Magellanstraße, die er als Chiffre für entdeckerisches Eroberungsstreben jedes Mal in ein anderes Licht setzt. In den paradiesisch-unschuldigen Verhältnissen, die die Spanier in der Wildnis nahe der vom Icherzähler entdeckten Insel Chiloé bei den im Gegensatz zu den Araukanern friedfertigen und gastfreundlichen Eingeborenen vorfinden, die in perfekter Harmonie mit der Natur leben und keine Bosheit kennen, hat die Forschung das utopische Gegenbild eines Goldenen Zeitalters erkennen wollen, das dem Leser eine Alternative zum ermüdenden und exzessiven Eroberungs- und Abwehrkrieg vor Augen führt. Während Barbara Held betont, Ercilla habe in seinem Werk nur diese „idealen Wilden“ aus dem Romanschluss und gerade nicht die unbeugsamen Araukaner als bon sauvages gezeichnet, sieht Beatriz Pastor in dieser Exkursion eine Allegorie der Conquista insgesamt und einen versteckten Angriff Ercillas auf die ursprünglichen Motive der spanischen Eroberungszüge: die Gier nach Ausdehnung der Herrschaft auf immer neue Besitzungen und deren Ausbeutung. Auch Ricardo Padrón hält die Episode für eine Satire auf die spanischen Weltherrschaftspläne, was sich unter anderem an den unrealistischen Zielsetzungen der Expedition zeige. Schon das angestrebte Ziel der Inbesitznahme der Magellanstraße (die 1000 Kilometer weiter südlich liegt) erweist sich in der Realität als unerreichbar. Doch Ercillas Intimfeind García Hurtado de Mendoza stellt in seiner Ansprache an die Männer vor dem Aufbruch nicht nur dies in Aussicht, sondern möchte über die Meerenge hinweg sogar bis nach „Australien“ (Terra Australis) vordringen! In Wirklichkeit „schafft“ es der Kommandant in der Romanhandlung aber nicht einmal über den Sund von Chacao auf die Insel Chiloé, deren Entdeckung sich der Icherzähler selbst vorbehält und seinen Vorgesetzten bei der zurückgelassenen Hauptgruppe warten lässt.
Zugleich macht Padrón eine beinahe ungebrochene Rückkehr der Handlung zurück zu den Anfängen des Epos aus, so als hätte keine der Parteien aus den Ereignissen gelernt: Wie zu Beginn des Romans Lautaro, wählen die Araukaner nach dem Tod ihres zweiten Kriegshauptmanns Caupolicán neuerlich einen Anführer, um den Krieg voraussichtlich bald wieder aufzunehmen. Die Spanier kehren dagegen zu ihrer ursprünglichen Betätigung als Entdecker unberührter Landschaften zurück, um Reichtum zu erwerben und das Reich ihres Königs bis zu den Grenzen der Erde auszudehnen. Ricardo Padrón hat deshalb den trügerischen Schein der vom Dichter geschilderten Idylle hervorgehoben, da sie den Keim neuer Korruption und Gewalt durch die Habgier der Kolonisatoren und die anhaltende Verteidigungsbereitschaft der Araukaner bereits in sich trägt.

### Wirkung und Adaptionen des Romans

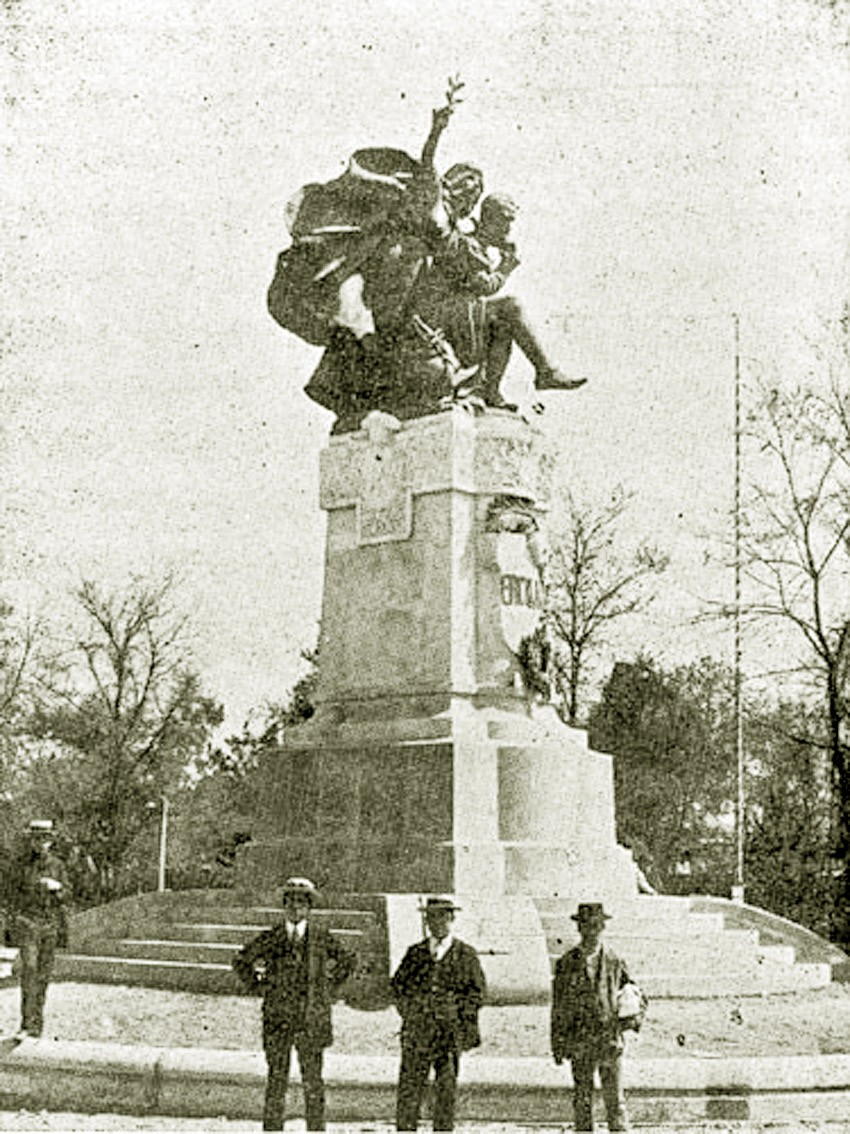
Das Denkmal für Alonso de Ercilla im Stadtzentrum von Santiago de Chile im Jahr seiner Einweihung (1910)

Michael Rössner zufolge lässt sich Ercillas Renaissance-Heldenepos als ein erster Versuch begreifen, Amerika zu „europäisieren“ und die Conquista vor der Folie der antiken Iliassage zu beschreiben. Gleichwohl gilt Alonso de Ercilla aufgrund seiner Biografie und der Thematik seiner Dichtung neben Pablo Neruda, der in seinem Werk mehrfach auf ihn Bezug nimmt, auch als Nationaldichter Chiles. Verwiesen wird in diesem Zusammenhang darauf, alle drei Teile des Werkes seien zwar in Spanien niedergeschrieben und veröffentlicht worden, beruhten aber nach eigenem Zeugnis des Verfassers großteils auf minuziösen Tagebuchaufzeichnungen Ercillas, die dieser während seines Aufenthalts auf chilenischem Boden verfasst habe. Als Erster bezeichnete der Philosoph und Völkerrechtler Andrés Bello (1781–1865) Ercillas Araucana als Nationalepos Chiles. Der chilenische Literat und Nationalpreisträger Roque Esteban Scarpa (1914–1995) verglich die Bedeutung der Araucana für Chile mit jener, welche die mittelalterlichen Heldenepen vom Cid für Spanien, das Rolandslied für Frankreich oder das Nibelungenlied für Deutschland einnehmen. Bis heute gern zitiert werden die Verse, mit denen der Dichter zu Beginn des ersten Teils seines Werkes den Furcht und Respekt einflößenden Ruf der kriegerischen Indianer Chiles besingt:
```
                                           Übersetzung (Horst Pérez)
                                           -------------------------
 Chile, fértil provincia y señalada        Chile, das edle und fruchtbare Land,
 en la región Antártica famosa,            in der berühmten Antarktis gelegen,
 de remotas naciones respetada             von fernen Nationen respektvoll genannt:
 por fuerte, principal y poderosa;         Macht, Stärke, Bedeutung sind ihm gegeben.
 la gente que produce es tan granada,      Ein Volk wie Granaten bringt es hervor,
 tan soberbia, gallarda y belicosa,        so aufsässig, kriegstoll und ungezwungen,
 que no ha sido por rey jamás regida       denn niemals beherrschte ein Fürst es zuvor
 ni a extranjero dominio sometida.         noch hat je ein Fremder es niedergerungen.
[
62
]
```

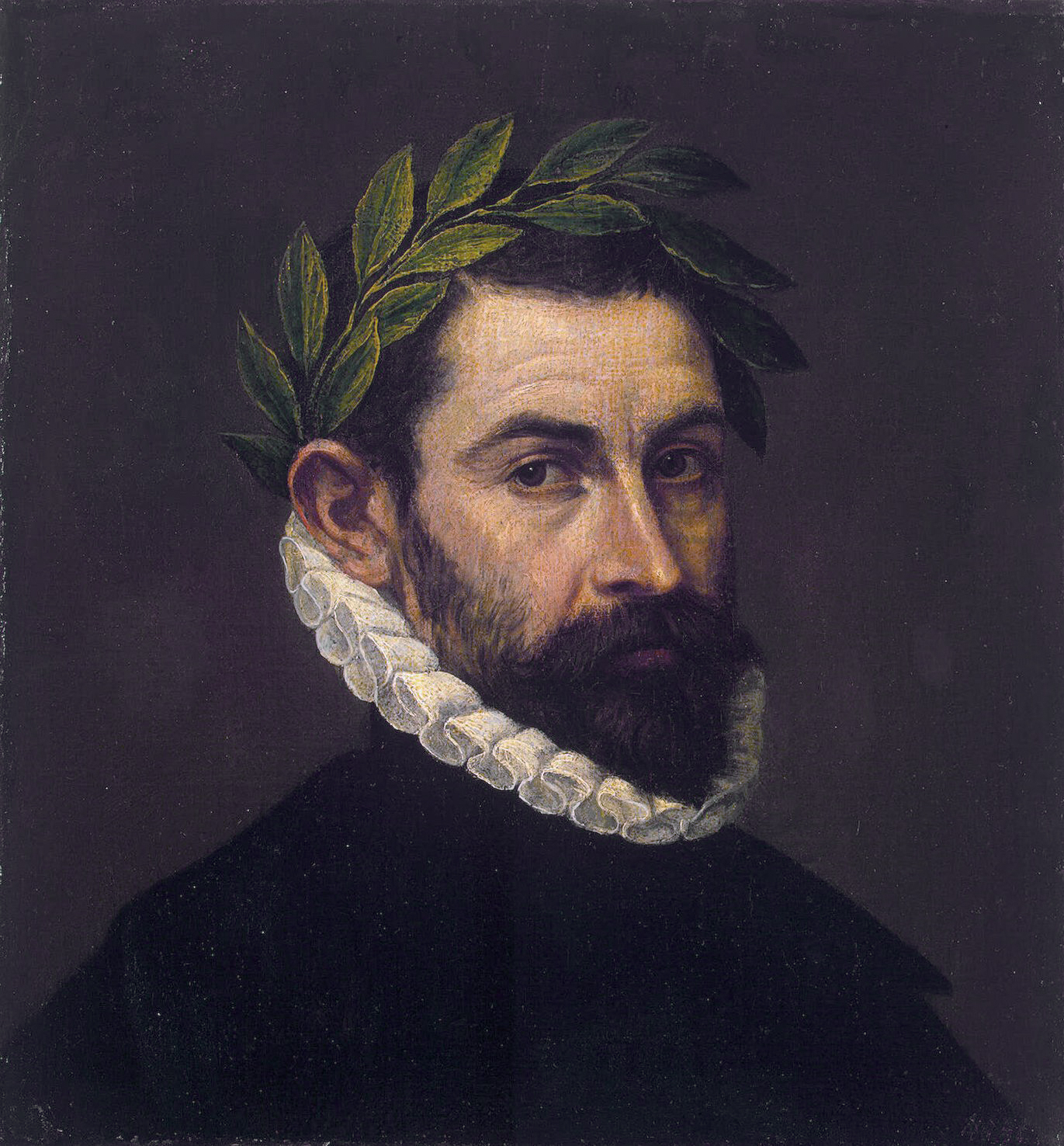
Das zeitgenössische Porträt von Alonso de Ercilla als Dichterfürst dokumentiert seinen großen Erfolg als „Bestsellerautor“ (ca. 1595; das Bild wurde lange El Greco zugeschrieben).

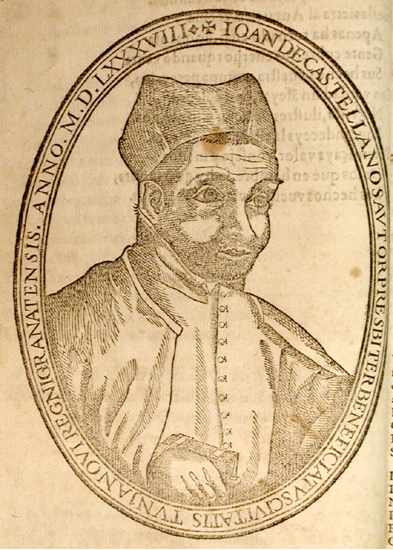
Der Priester und Schriftsteller Juan de Castellanos (1522–1607) versuchte, Ercillas Dichtweise zu imitieren.

Die Araucana inspirierte nachfolgende Autoren zu einer ganzen Reihe späterer Conquista-Heldenepen, die bis ins 17. Jahrhundert hinein entstanden. Bekannt ist das 1596 in Lima erschienene, aus 19 Gesängen bestehende rhetorische Gedicht Arauco Domado („Gezähmter Araukaner“) des bereits in der Neuen Welt geborenen chilenischen Dichters Pedro de Oña (1570–1643), das zur Kolonialliteratur gehört und in bewusstem Gegensatz zur Vorlage die gewaltsame Unterwerfung („Zähmung“) der Eingeborenen, die Oña als gerechte Bestrafung für die Untaten der von ihm als abstoßende Wilde geschilderten Aufständischen begreift, rechtfertigt und verherrlicht (sein Gedicht entstand als Auftragswerk für den peruanischen Vizekönig García Hurtado de Mendoza, der mit seiner Darstellung in Ercillas Roman unzufrieden war und eine Revision wünschte). Oñas Werk fällt zudem durch ein neuartiges Reimschema sowie zahlreiche erotische Konnotationen auf, die an Pastoraldichtungen erinnern, wie sie als Topos auch bereits bei Ercilla erkennbar sind, hier jedoch in unterhaltender Absicht stark ausgebreitet werden (etwa in einer Liebesszene zwischen Caupolicán und Fresia im Badehaus).
Ein bekannter Nachahmer Ercillas war der andalusische Bauernsohn und spätere Priester und Schriftsteller Juan de Castellanos (1522–1607), der 1541 als Konquistador nach Amerika gelangt war und seit den 1560er Jahren als Stadtpfarrer und Domherr in Tunja im heutigen Kolumbien lebte. Seine in vier Teilen ab 1589 in Madrid veröffentlichten und stilistisch eng an Ercillas Araucana angelehnten Elegías de varones ilustres de Indias („Elegien berühmter Männer Amerikas“) gelten als der Versuch, ein ähnlich ambitioniertes und erfolgreiches Werk zur Thematik der übrigen spanischen Eroberungen in der Neuen Welt neben Chile auf den Markt zu bringen. Castellanos hatte zunächst eine chronistische Vorlage in Prosa verfasst und diese nach dem Bekanntwerden der Araucana in zehnjähriger Arbeit in die Gedichtform umgearbeitet. Seine Dichtung zeichnet sich nach dem Urteil Hermann Schumachers „weniger durch dichterischen Schwung, als durch den Reichthum ihres Inhalts und die sorgsame, fast pedantische Gewissenhaftigkeit der Berichterstattung aus.“ Anders als bei Ercilla ist auch das Indianerbild Castellanos’ stark von konventionellen Sichtweisen der kreolischen Kolonisten und Encomenderos geprägt. Castellanos beschreibt als erster Schriftsteller das Wirken des 1566 verstorbenen Bartolomé de las Casas, ohne sich indes mit dessen Zielen zu identifizieren.
Ein von seiner dichterischen Qualität her nicht vergleichbares, aber als chronistische Quelle sowie wirkungsgeschichtlich nicht unbedeutendes Nachahmerwerk, das auch den Titel von La Araucana adaptiert, ist das 1602 in Portugal gedruckte „historische Gedicht“ des spanischen Diakons Martín del Barco (* 1535) mit dem Titel La Argentina. Er schildert in einer an Ercilla angelehnten Darstellungsweise die Eroberung und Kolonisierung der ab 1536 entstandenen spanischen Kolonie im Río-de-la-Plata-Gebiet, die zunächst von der Stadt Asunción am Río Paraguay und später in ihrem südlichen Teil von der 1580 wiedergegründeten Stadt Buenos Aires aus verwaltet wurde. Der Autor, der selbst als Konquistador und Kleriker in Asunción sowie im Silberminengebiet von Potosí gelebt hatte, musste die Neue Welt 1590 aufgrund einer Verurteilung verlassen und ließ sich in Lissabon nieder. Der Name „Argentinien“ („Silberland“), unter dem das von ihm beschriebene Land später bekannt und selbstständig wurde, wird in Del Barcos Werktitel erstmals erwähnt und wurde von ihm als Abwandlung von Ercillas Romantitel ausgewählt.
Eine von dem spanischen Dichter Diego de Santisteban verfasste und aus zwei zusätzlichen Teilen bestehende Fortsetzung von Ercillas Epos unter dem Titel La Araucana, quarta y quinta parte („Die Araucana, vierter und fünfter Teil“) wurde 1597 in Salamanca veröffentlicht und 1733 mit dem Originalwerk zusammen herausgegeben. Ercillas Gedicht erlebte in der Folge zahlreiche Neudrucke und fand als 12. Band in der ab 1846 herausgegebenen nationalliterarischen Textsammlung Biblioteca de Autores Españoles (BAE) Aufnahme. Eine Übersetzung des Versepos ins Deutsche besorgte der Sprachwissenschaftler und Übersetzer Christian Martin Winterling (1800–1884); sie erschien 1831 in zwei Bänden in Nürnberg. In den 1960er Jahren gab der in Kanada lebende Literatur- und Militariasammler Horst Pérez mehrere selbst angefertigte deutsche Übersetzungen einzelner Gesänge im Eigenverlag heraus.

## Werkausgaben

### Kritische Ausgabe des spanischen Originaltextes
- La Araucana. Herausgegeben von Isaías Lerner. Ediciones Cátedra, Madrid 1993. 5. korrigierte und revidierte Auflage 2009, ISBN 978-84-376-1151-8 (kritische Studienausgabe mit einer literaturhistorischen Einführung und fortlaufender Kommentierung auf Spanisch)

### Deutsche Übersetzung
- Die Araucana, aus dem spanischen des Don Alonso de Ercilla zum ersten Male übersetzt. Deutsch von Christian Martin Winterling. Nürnberg 1831 (Die Übersetzung des Epos ist nicht ganz vollständig, da Winterling in jedem Gesang mehrere Strophen kommentarlos wegfallen lässt. Sie ist online als Digitalisat verfügbar (books.google.de): Band 1, Band 2)

### Online-Versionen des spanischen Originaltextes
- La Araucana bei Wikisource: transkribierter Text des Gesamtwerks (Teile I, II und III)
- La Araucana in der Biblioteca Virtual Miguel de Cervantes: diverse elektronisch erfasste Werkausgaben als Faksimile oder Digitalisate konsultierbar
- La Araucana in der Bibliothek des Nationalkongresses von Chile: transkribierter Text des Gesamtwerks (Teile I, II und III) als Hypertext (HTML) mit erläuternden Anmerkungen sowie Faksimile (PDF) einer seltenen Ausgabe von Teil I des Werkes (2. Auflage, 1574)